# Vladimir Suchomlinov
Vladimir Aleksandrovitj Suchomlinov (ryska: Владимир Александрович Сухомлинов), född den 4 augusti 1848, död den 2 februari 1926 i Berlin, var en rysk militär. 
Suchomlinov var 1886–1898 chef för officerskavalleriskolan och blev 1900 stabschef i Kiev hos sin beskyddare och vän, general Dragomirov. År 1904 blev han dennes efterträdare som överbefälhavare i militärdistriktet Kiev och var 1905–1908 därjämte generalguvernör i Kiev. I november 1908 blev han generalstabschef. I mars 1909 utnämndes han till krigsminister och vann till en början välförtjänt anseende för den energi, varmed han moderniserade arméns mobiliseringsorganisation. Till stor del tillkommer nog honom förtjänsten av den relativa skyndsamhet, varmed denna armé kunde mobiliseras vid utbrottet av Första världskriget 1914.
En under Suchomlinovs namn publicerad tidningsartikel våren 1914 om arméns fullständiga färdighet till omfattande offensivoperationer uppfattades redan då som ett av detta krigs säkraste förebud. Suchomlinov spelade vid krigsutbrottet en egendomlig roll genom de försäkringar han (i juli samma år) personligen gav och genom generalstabschefen Janusjkjevitj lät ge tyske militärattachén i Petersburg om, att inga mobiliseringsåtgärder mot Tyskland företagits, samt genom sin åtgärd att, då tsaren befallde återkallandet av den redan utfärdade allmänna mobiliseringsordern, inbilla tsaren, att dennes befallning efterkommits, men i stället låta mobiliseringen fortgå, tills tsaren hunnit omstämmas och lämna sitt förnyade medgivande till den allmänna mobiliseringen. 
Till följd av sin nöjeslystna hustrus slöseri var Suchomlinov ständigt i starkt penningbehov, och detta påstås i tysk tjänst verksamma spioner ha begagnat sig för att innästla sig i hans omgivning och bereda sig tillfälle att inhämta värdefulla upplysningar. Även i rena bedrägeriaffärer sägs han ha blivit invecklad, och på honom föll en stor del av ansvaret för de ryska arméernas dåliga utrustning med kulsprutor och ammunition. När dessa brister vid de stora ryska motgångarna i Galizien våren 1915 klart uppdagades, såg sig Suchomlinov nödsakad att avgå (juni samma år). I mars 1916 miste han sin plats i riksrådet samt ställdes under åtal på tillstyrkan av en kommission för utredning av ammunitionsbristens orsaker. Rättegången blev ytterst långvarig och sensationell; den slöts med, att Suchomlinov den 26 september 1917 dömdes till livstids straffarbete för högförräderi, missbruk av förtroende och bedrägeri.
Suchomlinovs avskedande från krigsministerposten juni 1915 och än mer den 1916 mot honom inledda rättegången torde dock närmast ha tillkommit för att inför allmänheten framställa en syndabock för motgångarna under kriget, i skulden för vilka också han givetvis hade sin andel. Uppenbarligen i rent politiskt syfte fullföljdes rättegången augusti-september 1917 av Kerenskij och bedrevs då synnerligen partiskt. Bevisen för, att tyska spioner lyckats av Suchomlinov eller hans omgivning erhålla militära upplysningar förefaller inte övertygande. Suchomlinov benådades på grund av hög ålder i maj 1918 av bolsjevikregeringen och flydde i oktober samma år till Finland, där han ett par år bodde i Hangö. Sina sista levnadsår tillbragte han i Tyskland, där han utgav sina mycket apologetiska memoarer (Erinnerungen, 1924; rysk upplaga samma år).